# Ibrahim Biogradlić
Ibrahim "Ibro" Biogradlić (Sarajevo, 8. ožujka 1931.  – Sarajevo, 20. veljače 2015.) bio je bosanskohercegovački nogometaš. Nastupao je za FK Sarajevo u razdoblju od 1951. do 1967. godine ostvarivši 378 službenih nastupa i postigavši 31 pogodak pri čemu je rekorder po broju nastupa za klub. Ostvario je i jedan nastup za jugoslavensku nogometnu reprezentaciju na Olimpijskim igrama u Melbourneu održanim 1956., osvojivši srebrnu medalju.
Preminuo je u Sarajevu 20. veljače 2015., nakon duge bolesti.

## Karijera
Od 1946. nastupa za juniorsku momčad kluba Torpedo, kluba koji će poslije promijeniti naziv u FK Sarajevo. Već kao omladinac nameće se kao vođa momčadi te tako u studenom 1950. godine upisuje svoj prvi nastup u dresu FK Sarajeva i to u okviru kupa maršala Tita gdje je Sarajevo igralo protiv Rabotnika i Tekstilca Dervente. 
Već u idućoj sezoni (1951.) nastupa za seniorski momčad Sarajeva i upisuje ukupno 4 nastupa. Iduće sezone (1952.) postaje standardni prvotimac pri čemu uglavnom igra na poziciji desnog beka. U toj sezoni u kojoj se Sarajevo borilo za opstanak, upisao je 12 nastupa, a sljedeće sezone 1952./53. upisuje 27 nastupa, (zajedno s utakmicama kupa maršala Tita) i postiže 5 golova.
Zbog dobrih nastupa u te dvije sezone dobiva poziv od izbornika mlade reprezentacije Jugoslavije i ostvaruje 5 reprezentativnih nastupa. 
Zbog povrede propušta veći dio sezone 1953./54., ali se pred kraj sezone vraća u momčad kada dobiva poziv za nastup u seniorskoj reprezentaciji Jugoslavije. Jedini nastup za jugoslavensku reprezentaciju ostvaruje na ljetnim Olimpijskim igrama u Melbourneu 1956. kada s reprezentacijom osvaja srebrenu medalju te tako postao prvi i jedini nogometaš Sarajeva koji je osvojio olimpijsku medalju. 
Iako je tijekom karijere imao mnogo ponuda za prelazak u drugi klub, Biogradlić je do kraja karijere ostao vjeran FK Sarajevu. Najbliže odlasku iz kluba bio je tijekom ljeta 1964. godine, kada je nakon sjajnih utakmica u Intertoto kupu, zajedno s Hasetom bio na pragu odlaska u nizozemski ASC de Volewijckers, ali su ipak obojica na kraju ostali na Koševu.